# Le Rêve de Bob Smart
 (avril 2025).
Si vous disposez d'ouvrages ou d'articles de référence ou si vous connaissez des sites web de qualité traitant du thème abordé ici, merci de compléter l'article en donnant les références utiles à sa vérifiabilité et en les liant à la section « Notes et références ».
Le Rêve de Bob Smart est un poème écrit par Robert William Service quand il vécut à Whitehorse dans le Yukon au Canada. Il l'a présenté le 19 mars 1906 lors d'un banquet organisé en l'honneur de J.P. Rogers, le surintendant du White Pass and Yukon Route. Le Bob de la vraie vie a été assesseur du gouvernement à Whitehorse depuis 1903.
Imaginant que "cinquante ans se sont accélérés," comme Service l'écrivit, Smart découvrit un Whitehorse très différent de la ville frontalière qui fournissait simplement le transport vers et depuis Klondike. Cela reflète la manière dont la technologie et la société pourraient évoluer dans 50 ans, du point de vue de quelqu'un quelqu'un vivant au tournant du XXe siècle.
Smart rêva qu'en 1956 il y avait des usines industriels ("bocards") et une fonderie sur la crête où se trouve aujourd'hui l'aéroport de la ville. Les Rapides de Whitehorse avaient été endigués pour alimenter d'autres usines, mais en réalité, c'est un projet hydroélectrique qui fut finalement construit. Aucune fonderie n'a jamais été bâtie dans le Yukon.
Smart entendit le rugissement d'un tramway et s'écarta de son chemin. En réalité, il n'y eut jamais de transports en commun à Whitehorse, sauf pendant la Seconde Guerre Mondiale (réservés uniquement au personnel militaire), puis à partir de 1976 sous forme de bus.
Smart traverse le Yukon sur un grand pont en acier. Bien que le pont Robert Campbell ait été à l'origine en acier, il fut endommagé en 1973, puis remplacé par une structure en béton en 1975.
Smart visite le parc d'Ear Lake, un jardin pour se détendre. Ear Lake était l'endroit d'un parc, et en fait, il y a eu des suggestions pour le faire plus convenable et que le Tramway de Waterfront aille jusqu'à loin. Le Tramway de Waterfront (un véritable tramway qui possède son propre générateur électrique) est tout ce que Whitehorse a comme tramway.
Smart trébucha sur un trottoir en ciment qui avait remplacé le bois, il leva les yeux vers un gratte-ciel à l'emplacement d'une ancienne tente. Un immeuble en acier à 18 étages, avait remplacé le White Pass Hotel. En réalité, les trottoirs en cimenté ont remplacé ceux en bois au début des années 1960, et les "gratte-ciel" du Whitehorse ne dépassent pas quatre étages. Une cabine en rondins de trois étages a été construite dans les années 1940.
Smart vit de magnifiques pavillons de banlieue aux jardins fleuris.
Smart vit le colossal grand magasin "Taylor and Drury". Malheuresement, la chaîne commerciale Taylor et Drury a disparu, et le plus gros magasin, au sens traditionnel, est aujourd'hui un Wal-mart situé à une certaine distance du centre-ville que Smart a traversé dans son rêve.
Smart vit « le flyer qui partait juste pour Dawson, l'express des lingots arrivant », une référence à un train de passagers rapide en direction du cœur du Klondike, et à un train de marchandises transportant de l'or extrait des ruisseaux. En réalité, aucun chemin de fer n'a jamais été prolongé au-delà de Whitehorse, et aucun service ferroviaire régulier n'a desservi la ville depuis 1982.
La plupart du poème fait maintenant partie d'une fresque à l'extérieur de la salle de conseil de l'hôtel de ville de Whitehorse